# Станкевич (историк)
Станкевич — историк первой половины ХVII века.
О жизни его нет никаких сведений.
По свидетельству В. Н. Татищева, Станкевич является автором «Истории Сибири», причем это известие подтверждается и другими исследователями с той разницей, что труд его назван «Летописью о Сибири». Сам труд не сохранился.